# Allomyrina davidis
Allomyrina davidis är en skalbaggsart som beskrevs av Deyrolle och Leon Fairmaire 1878. Allomyrina davidis ingår i släktet Allomyrina och familjen Dynastidae. Inga underarter finns listade i Catalogue of Life.